# Фицджеймс, Джеймс
Джеймс Фицджеймс (27 июля 1813 — не ранее 26 апреля 1848) — офицер Британского Королевского Военно-Морского Флота, участвовавший в двух больших исследовательских экспедициях и двух военных кампаниях.

## Ранние годы
Хотя Уильям Баттерсби, его биограф, первоначально предполагал, что Фицджеймс родился 27 июля 1813 в Рио де Жанейро, позже он опубликовал на своём вебсайте исправление в котором говорится, что с наибольшей вероятностью Фицджеймс был рождён в Девоне, Англия, как он и указал в своих флотских документах. Фицджеймс был крещён 24 февраля 1815 в приходской церкви Сент-Мэрилебон в Лондоне. Имена «Джеймс Фицджеймс» и «Энн Фицджеймс», которыми представились люди, выдавшие себя за его родителей, считаются фальшивыми.

### Незаконнорождённость
Идентифицировать его настоящую семью не удавалось очень долгое время. В разных источниках высказывались предположения о том, что он был найдёнышем, или ирландцем, или внебрачным сыном сэра Джеймса Стивена, или, может быть, родственником Конингемов. Очевидно, на самом деле он был внебрачным сыном дипломата сэра Джеймса Гамбье. Семья Гамбье занимала видное место на королевской военно-морской службе, хотя и не всегда имела добрую славу. Двоюродным братом сэра Джеймса был скандально известный адмирал лорд Гамбье; его отцом и дедом Джеймса Фицджеймса был вице-адмирал Джеймс Гамбье.
На момент рождения Фицджеймса сэр Джеймс Гамбье испытывал серьёзные личные и финансовые затруднения. Сэр Джеймс был назначен британским генеральным консулом в Рио-де-Жанейро в 1809 году и занимал эту должность до 1814 года, хотя дипломатическая ошибка с его стороны вынудила его с позором покинуть Рио-де-Жанейро в 1811 году и отправиться в Англию. Лишившись доходов, которые он рассчитывал получить в Рио-де-Жанейро, он угодил в огромные долги, и был спасён от банкротства только благодаря тому, что группа его родственников и кредиторов во главе с самим адмиралом лордом Гамбье, Уильямом Мортоном Питтом и Сэмюэлем Гамбье, взяла на себя его финансовые дела и передала их в траст.
Сэр Джеймс женился на Джемайме Снелл. У пары впоследствии родилось 15 детей, один из которых был рождён за месяц до предполагаемой даты рождения Фицджеймса, и в то время Гамбье, возможно, находились в разлуке. В 1815 году, когда финансовые дела сэр Джеймса оказались в руках попечителей, он возобновил свою дипломатическую карьеру. Он был назначен генеральным консулом в Гаагу, Нидерланды, каковую должность занимал до 1825 года. Похоже, он имел весьма ограниченные контакты с Фицджеймсом.

### Приёмная семья
Вскоре после своего рождения Фицджеймс был передан на попечение преподобного Роберта Конингема и его жены Луизы Каппер, писавшей поэтические и философские произведения. Конингэмы были состоятельной ветвью большой семьи шотландско-ирландского происхождения, наряду с другими людьми аналогичного происхождения обосновавшейся в Уотфорде, Хартфордшир.
Конингэмы, по всей видимости, сменили несколько мест обитания в Хартфордшире, и в конце 1820-х поселились в Абботс-Лангли, в большом загородном поместье под названием Роуз-Хилл. У Роберта и Луизы был сын, Уильям Конингем, впоследствии ставший Джеймсу Фицджеймсу ближайшим другом, поскольку оба мальчика воспитывались вместе, как братья. Конингэмы были хорошо образованной парой, имевшей обширные связи в интеллектуальных кругах того времени. Роберт Конингем был священником, получившим образование в Кембридже, но никогда не зарабатывал этим себе на жизнь. Он был двоюродным братом писателя Джона Стерлинга и другом таких интеллектуалов, как Джулиус Хейр и Томас Карлайл. Луиза Конингем до замужества преподавала в школе для девочек Rothsay House в Кеннингтоне и стала автором двух книг.
Подобный интеллектуальный фон позволил им обеспечить исключительно высокий уровень образования для Фицджеймса и Уильяма. Уильям Конингем некоторое время провёл в Итонском колледже, в то время как Фицджеймс был в море, неся службу на «Пирамусе». После возвращении Фицджеймса в семью Конингемов, образованием мальчиков занимались частные репетиторы, в числе которых был сын Роберта Тауэрсона Кори, впоследствии обучавший принца Уэльского для королевы Виктории и принца Альберта. Фицджеймс воспитывался в семье Конингемов как родной сын, и, хотя не являлся их кровным родственником, всегда называл их «тётей» и «дядей».

## Морская карьера

### При капитане Гамбье
Фицджеймс поступил в Королевский Военно-морской Флот в возрасте 12 лет, в июле 1825 года, в качестве добровольца второго класса на фрегате «Пирамус» под командованием капитана Роберта Гамбье. В этом звании он прослужил на «Пирамусе» до 15 сентября 1828, а 1 июля 1828 года его повысили до добровольца первого класса. Капитан Роберт Гамбье фактически был троюродным братом Джеймса Фицджеймса, и именно благодаря этой тайной семейной связи он смог получить эту должность, несмотря на свою незаконнорождённость и отсутствие у семьи Конингемов каких-либо связей с Королевским Флотом. К сожалению, через год капитан Гамбье ушёл в отставку из-за внезапной смерти своей жены, в результате чего Фицджеймс оказался в уязвимом положении, ведь он ни имел никаких связей с новым капитаном Джорджем Сарториусом.
Однако Фицджеймсу удалось завоевать доверие капитана Сарториуса, который в 1828 году и повысил его до волонтёра первого класса. Под командой Сарториуса «Пирамус» сначала отправился в Центральную Америку и Соединённые Штаты с дипломатической миссией, а затем присоединился к научным исследованиям Экспериментального Эскадрона под командой сэра Томаса Харди. Позже, он был командирован в Лиссабон, как британский сторожевой корабль. Похоже, что в то время пятнадцатилетний Фицджеймс проводил много времени на берегу и, учитывая тесные политические связи между Португалией и Бразилией, выдвигались предположения о возможном наличии у него личных связей с португальским обществом. Возможно, его мать была португалкой.
Хотя, после возвращения из плавания на «Пирамусе», Конингемы и Гамбье хотели отправить Фицджеймса учиться в Кембридж, сам он был полон решимости возобновить карьеру в Королевском Флоте. Но так как Роберт Гамбье фактически ушёл в отставку, а Джордж Сарториус на нерегулярной основе служил в португальском флоте, у Джеймса Фицджеймса возникли большие сложности с получением поста гардемарина. В конце концов, с помощью довольно нетривиальных методов, он смог получить данную должность на корабле «Сент-Винсент» на 1830—1833 годы. «Сент-Винсент» был флагманом Средиземноморского подразделения Королевского Военно-морского Флота, но много времени проводил в порту Мальты.
Фицджеймс также успел послужить на катере «Хайнд», дважды плававшем в Константинополь, и на судне «Мадагаскар» в то самое время, когда «Мадагаскар» доставлял Отто Греческого из Триеста в Нафплион, где Отто был коронован, как монарх Греции. В течение этого времени Фицджеймс сдал экзамены на звание лейтенанта, но добиться этого удалось с изрядным трудом, учитывая нестандартный способ, которым он получил звание гардемарина и его происхождение, которое всё ещё не было признано законом. Вернувшись в Великобританию на «Сент-Винсенте» в 1833 году, он почти сразу же получил должность на «Винчестере», флагманском корабле вице-адмирала Хайда Паркера. Там он рассчитывал получить звание лейтенанта.

### Евфратская экспедиция
Роберт Конингем очень сблизился со своим родственником Колином Кэмпбеллом, который после исчезновения Фицджеймса станет известен как фельдмаршал лорд Клайд. Кэмпбелл представил Фицджеймса Фрэнсису Родону Чесни, занимавшемуся в то время организацией экспедиции по созданию линии пароходного сообщения в Месопотамии.
Это предприятие вошло в историю как «Евфратская Экспедиция» и послужило предвестником создания Суэцкого канала, связавшего Ближний Восток через Месопотамию с речными системами, впадающими в Персидский залив. Фицджеймс немедленно оставил свой пост на «Винчестере», чтобы присоединиться к экспедиции Чесни.
Фицджеймс служил в Ефратской экспедиции с 1834 до 1837. Ещё до отплытия экспедиции он отличился тем, что в полном офицерском обмундировании нырнул в чрезвычайно быструю реку Мерси, чтобы спасти тонущего человека. За этот подвиг он был награждён серебряным кубком и почётной грамотой города Ливерпуля.
Хотя экспедиция была организована с чрезвычайным энтузиазмом, она не увенчалась успехом. Два парохода, «Тигр» и «Евфрат», нужно было по частям перетащить на 130 миль (210 км) по горам и пустыням северной Сирии от побережья Средиземного моря до реки Евфрат и на это потребовалось больше года. Меньший пароход, Тигр, затонул вместе со своей командой и экспедиционной казной из-за внезапно налетевшего шторма. У уцелевшего судна была слишком большая осадка, из-за чего оно не могло плыть по реке в течение большей части года. Вдобавок, возникли значительные трудности, вызванные как политическими осложнениями, так и вспышками болезней.
Хотя Чесни был полон решимости продолжать, экспедиция была в конечном итоге приостановлена Британским Правительством и Британской Ост-Индской компанией, двумя её основными спонсорами. В 1836 году пароход «Евфрат» не смог подняться по мелководью реки из-за поломки двигателя. Фицджеймс вызвался своим ходом доставить почту Индийского Офиса, которую нёс 1200 миль (1900 км) через нынешние Ирак и Сирию к побережью Средиземного моря, откуда вместе с письмами отправился в Лондон.

### Возобновление военно-морской карьеры
После множества чрезвычайно опасных приключений (он был взят в плен и обворован; оказался в ловушке в осаждённом городе, откуда был вынужден бежать под покровом ночи; неоднократно сталкивался с недобросовестными проводниками) Фицджеймс успешно вернулся в Лондон. Здесь он воссоединился с другими выжившими членами экспедиции, после их возвращения домой. К сожалению, пока он был в отъезде, скоропостижности скончался Роберт Конингем. Оставшиеся члены семьи Конингемов, очевидно, отличавшиеся слабым здоровьем, продали свой солидный дом в Роуз-Хилл и переселились в Уотфорд.
За время экспедиции Фицджеймс крепко сдружился с двумя другими офицерами Королевского Флота — Ричардом Кливлендом и Эдвардом Чарльвудом. Кливленд, Чарльвуд и Фицджеймс обнаружили, что вопреки соглашению с полковником Чесни, адмиралтейство отказывается признать их службу в Евфратской экспедиции «морской», а следовательно проведённые годы не пойдут в зачёт для их продвижения по службе. Чесни сделал все, что было в его силах, чтобы поддержать своих подчиненных, и почти через год адмиралтейство смягчилось и предоставило трем офицерам повышение по службе.
Джеймс Фицджеймс возобновил службу в Королевском Военно-морском Флоте и теперь выбрал менее экстраординарный карьерный путь. Вместе со своим другом Эдвардом Чарльвудом, он отправился служить на «Экселент», недавно созданную артиллерийскую школу, которую он впоследствии окончил с очень высокими оценками. В это же время он установил тесную и чрезвычайно полезную в профессиональном плане дружбу с Джоном Барроу-младшим, сыном сэра Джона Барроу, второго секретаря Адмиралтейства. С этого момента они состояли в регулярной переписке.

### Вторая турецко-египетская война
Высококвалифицированный лейтенант-артиллерист, Джеймс Фицджеймс теперь был востребован: вместе с его опытом работы на Ближнем Востоке, эта новая квалификация принесла ему должность лейтенанта-артиллериста на «Ганг», флагмане английского Флота во второй турецко-египетской войне 1839—1841 годов. Фицджеймс зарекомендовал себя как эффективный офицер, и получил особую похвалу от адмирала сэра Чарльза Нэйпира за то, что осуществил ночную высадку и доставил прокламации в лагерь египетских солдат. Это было чрезвычайно рискованное предприятие, но ему удалось вернуться обратно на «Ганг». Он также присутствовал при бомбардировке Бейрута, операциях в Д’Журни и блокаде Александрии.
Когда египетский генерал Ибрагим-паша узнал об этом отчаянном подвиге, он назначил награду за голову Фицджеймса. Ещё до окончания срока службы, адмирал сэр Уильям Паркер выбрал Джеймса Фицджеймса на должность лейтенанта артиллерийских орудий для корабля «Корнуоллис», флагмана флота, собираемого Великобританией для ведения Первой опиумной войны.

### Первая опиумная война
Служба Фицджеймса на этой войне вновь была отмечена безрассудной храбростью. В течение 1842 года адмирал Уильям Паркер и сэр Хью Гоф неоднократно удостаивали его похвалами за достойное поведение во время боевых действий, его имя фигурирует не менее чем в пяти газетах. В течение этого года он с превосходной точностью руководил огнем ракетной бригады при атаке высот Сегоан и Цеки 15 и 16 марта; также руководил артиллеристской бригадой при взятии Чапу в мае; служил на берегу в битве при Вусонге, июнь; снова командовал артиллеристской бригадой и был тяжело ранен (мушкетная пуля прошла через его руку, обогнула рёбра и застряла в позвоночнике) при штурме и взятии города Чжаньцзян; присутствовал при подписании договора в Нанкине; и участвовал во всех операциях в Ян-цзы-Цзяне.

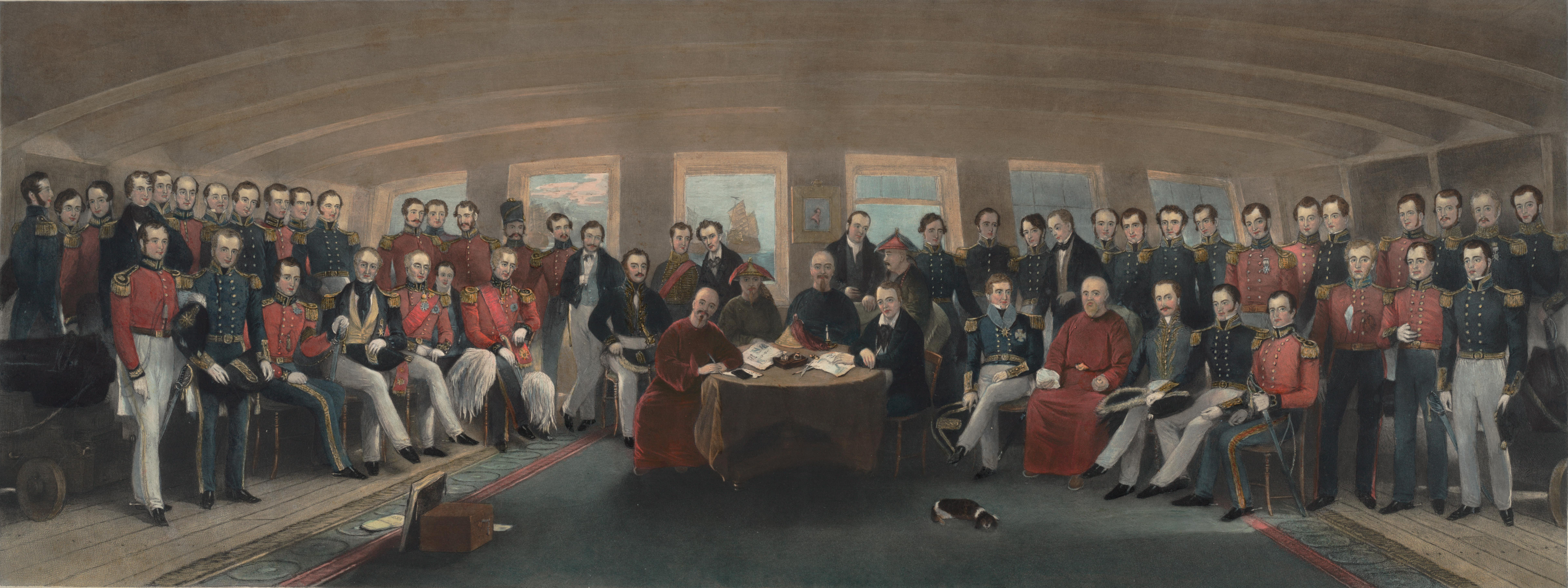
Подписание Нанкинского договора на борту корабля «Корнуэллс»

Фицджеймс также написал и опубликовал юмористическое стихотворение на 10 000 слов под названием «Круиз „Корнуоллис“», описывающее Первую опиумную войну и его участие в этом предприятии. Поэма была опубликована в издании «Морской журнал» под псевдонимом «Том Боулин».
По пути к театру военных действий «Корнуоллис» провёл пять дней в Сингапуре. В это время, находясь в увольнительной, Фицджеймс встретился с сэром Джорджем Барроу, старшим сыном сэра Джона Барроу. Неясно, что именно произошло, но Барроу явно находился в весьма компрометирующей ситуации, а Фицджеймс, похоже, заплатил кому-то, тем самым предотвратив скандал, который мог разразиться вокруг семьи Барроу. С тех пор сэр Джон Барроу открыто поддерживал Фицджеймса, выдвигая его кандидатуру при любой доступной возможности. Первыми плодами этой дружбы стало ускоренное получение звания коммандера и назначение на пост капитана шлюпа «Клио». Присоединившись к «Клио» в Бомбее, новый капитан совершил круиз по Персидскому заливу и выполнил ряд различных поручений, в числе которых было подавление волнений среди экипажей торговых судов, загружающих гуано в Ичебоэ, на побережье Африке. Он вернулся в Англию, в Портсмут 10 октября 1844 года.

### Экспедиция Франклина
После возвращения в Англию Фицджеймс жил вместе со своим приёмным братом Уильямом Конингемом, его женой Элизабет и двумя их маленькими детьми в доме Конингемов в Брайтоне. Это было как раз то время, когда началось планирование будущей экспедиции Франклина, и сэр Джон Барроу, главный инициатор экспедиции, проводил кампанию за назначение Фицджеймса её руководителем. Фицджеймс попросил, чтобы его друг Эдвард Чарлвуд был назначен заместителем командира. Однако, Барроу не смог предоставить совету адмиралтейства достаточно убедительных аргументов в поддержку этих назначений, так что, после некоторого колебания должности получили сэр Джон Франклин и Фрэнсис Крозье.
Фицджеймс был назначен командером на судно «Эребус», под командой сэра Джона Франклина.
По назначении в экспедицию Франклина Фицджеймс получил особую ответственность за набор экипажа, а также за научные исследования в области магнетизма, являвшиеся одной важных целей экспедиции. Корабли вышли из Гринхита в мае 1845 года, пополнили свои запасы в заливе Диско в Гренландии, и в конце июля 1845 года были замечены двумя китобоями в северной части Баффинова залива. Это был последний раз, когда Фицджеймса достоверно видели живым.

#### Капитанство и исчезновение
После смерти сэра Джона Франклина 11 июня 1847 года Фицджеймс стал капитаном судна «Эребус» и одним из руководителей экспедиции наряду с капитаном «Террора» Фрэнсисом Крозье. Об этом стало известно благодаря «Записке Виктори Пойнта», которую оба подписали 26 апреля 1848 года. «Записка» — последний достоверный след Джеймса Фицджеймса, хотя он вполне мог оказаться одним из призрачных каблунов — отчаявшихся выживших, о встречах с которыми упоминают местные жители региона, инуиты.

#### Обнаружение и идентификация останков
В 2014 году команда учреждения «Парки Канады» (в составе правительства Канады) под руководством Райана Харриса и Марка-Анри Бернье обнаружили останки одного из кораблей экспедиции Франклина. Их нашли благодаря рассказам эскимосов. 1 октября 2014 года было объявлено, что это останки «Эребуса».
В 2024 году останки капитана Джеймса Фицджеймса были идентифицированны. ДНК Фицджеймса была выделена и профилирована из одного коренного зуба. Она была извлечена из челюстной кости, на которой были заметны характерные следы рукотворных порезов, свидетельствующих, что Фицджеймс стал жертвой каннибализма, из-за которого экспедиция Франклина стала печально известной. Для идентификации использовалась ДНК одного из живущих в настоящее время родственников капитана.

## Личность
Фицджеймс изо всех сил старался найти свое место в британском обществе начала девятнадцатого века. Хотя незаконнорождённость не являлась чем-то необычным, она создавала большие трудности для таких детей, не имевших возможности открыто ссылаться на свои кровные семьи и рассчитывать на какую-либо поддержку с их стороны. В случае с Фицджеймсом это усугублялось неоднозначной репутацией его предков в Королевском Флоте и дурным поведением его отца. Кроме того, из-за истории с получением поста гардемарина, его положение во Флоте было крайне шатким, а карьера вплоть до 1838 года складывалась достаточно сложно. Хотя его происхождение всегда оставляло его уязвимым, согласно свидетельствам современников, собранных Брайтсби, у него было несколько личностных преимуществ. Он был физически здоровым и сильным, высоким и хорошо сложенным. Он был решителен и предприимчив, представителен и харизматичен, благодаря чему быстро завоевывал доверие своего начальства. Вдобавок к этому он был чрезвычайно умен и хорошо образован; отличное чувство юмора дополняло его личность, делая его душой любой вечеринки или всякой другой ситуации. Судя по сохранившимся письмам и рисункам, он был чутким писателем и отличным художником. Но он всегда очень остро сознавал ненадежность своего социального положения, и этот факт может служить объяснением крайней личной и профессиональной безрассудности, которую он проявлял на протяжении всей своей жизни. Будь то прыжок в реку Мерси за тонущим человеком, вылазка в лагерь египетских солдат или руководство штурмом стен Чжэньцзяна, остаётся впечатление, что он был готов рискнуть или даже с честью пожертвовать своей жизнью, чтобы доказать, что он ничем не хуже своих законнорождённых современников.
Очень характерной особенностью личности Джеймса Фицджеймса также являлось отсутствие предубеждений. В отличие от большей части англичан того времени Фицджеймс не проявлял ни расовой, ни религиозной, ни гендерной предвзятости. Ни в одном из его дневников, писем или других произведений, нельзя найти свидетельства предубеждений против кого бы то ни было. Больше того, поступки Фицджеймса и воспоминания знавших его людей свидетельствуют о необычайно уважительном и справедливом отношении к представителям других культур и противоположного пола.

## Наследие
После гибели экспедиции Франклина, Фицджеймс был изображён на нескольких различных памятниках, таких, как статуя на площади Ватерлоо в Лондоне. Сэр Клементс Маркхэм и сэр Альберт Гастингс Маркхэм, эксплуатировали его личность для создания идеалистического образа исследователя Арктики. Более того, он мог непреднамеренно послужить образцом для капитана Роберта Фалькона Скотта.

Единственная открытая дань уважения Фицджеймсу со стороны биологической семьи была отдана в семейном документе «История Гамбье», написанном миссис Катберт Хит (она приходилась потомком сэру Джеймсу Гамбье) в 1924 году для частного распространения и опубликованном в 1924 году, в котором миссис Хит написала:
Здесь необходимо упомянуть Гамбье, который носил «зловещую планку», но достоин быть причисленным к наиболее выдающимся своим законным родственникам. У сэра Джеймса Гамбье, бразильского посла, был сын, Джеймс Фицжеймс, хорошо известный в семье Гамбье, которая прозвала его «рыцарем Сноудена». Как капитан судна Эребус, он сопровождал сэра Джона Франклина в его катастрофической попытке открыть Северо-Западный Проход и разделил судьбу своего предводителя. Его подпись стоит на одной из последних записей в бортовом журнале великого исследователя, а его имя стоит на почетном месте рядом с именем сэра Джона Франклина на хорошо известном памятнике на террасе Карлтон-Хаус.

## Массовая культура
Джеймс Фицджеймс появляется в качестве персонажа романа «Террор» 2007 года — научно-фантастического повествования Дэна Симмонса о пропавшей экспедиции Франклина, — а также в телеадаптации 2018 года, где его изобразил Тобайас Мензис.